# Haarenniederung (Naturschutzgebiet)
Die Haarenniederung ist ein Naturschutzgebiet in der Stadt Oldenburg in Niedersachsen.

## Allgemeines
Das Naturschutzgebiet mit dem Kennzeichen NSG WE 305 ist 44,1 Hektar groß. Es ist zu einem großen Teil Bestandteil des FFH-Gebietes „Haaren und Wold bei Wechloy“. Das Gebiet steht seit September 2019 unter Naturschutz. Es ersetzt zu einem großen Teil das 1991 ausgewiesene, bisherige Landschaftsschutzgebiet „Haarenniederung“. Im Westen grenzt es an das Landschaftsschutzgebiet „Bäkental der Haaren, Putthaaren und Ofener Bäke einschließlich Teilbereich des Wold“. Zuständige untere Naturschutzbehörde ist die Stadt Oldenburg.

## Beschreibung
Das Naturschutzgebiet liegt im Westen von Oldenburg. Es umfasst einen Abschnitt des Unterlaufs der Haaren und die angrenzenden Niederungsbereiche. Die Haaren ist mit überwiegend steilen Ufern ausgebaut. Abschnittsweise sind die Ufer mit Faschinen befestigt. Die Haarenniederung wird von feuchten Brachen mit Hochstaudenfluren, Sümpfen, Rieden und Röhrichten, stellenweise mit Gehölzinseln und Wallhecken, geprägt. Teile der Niederung werden extensiv als Grünland genutzt.

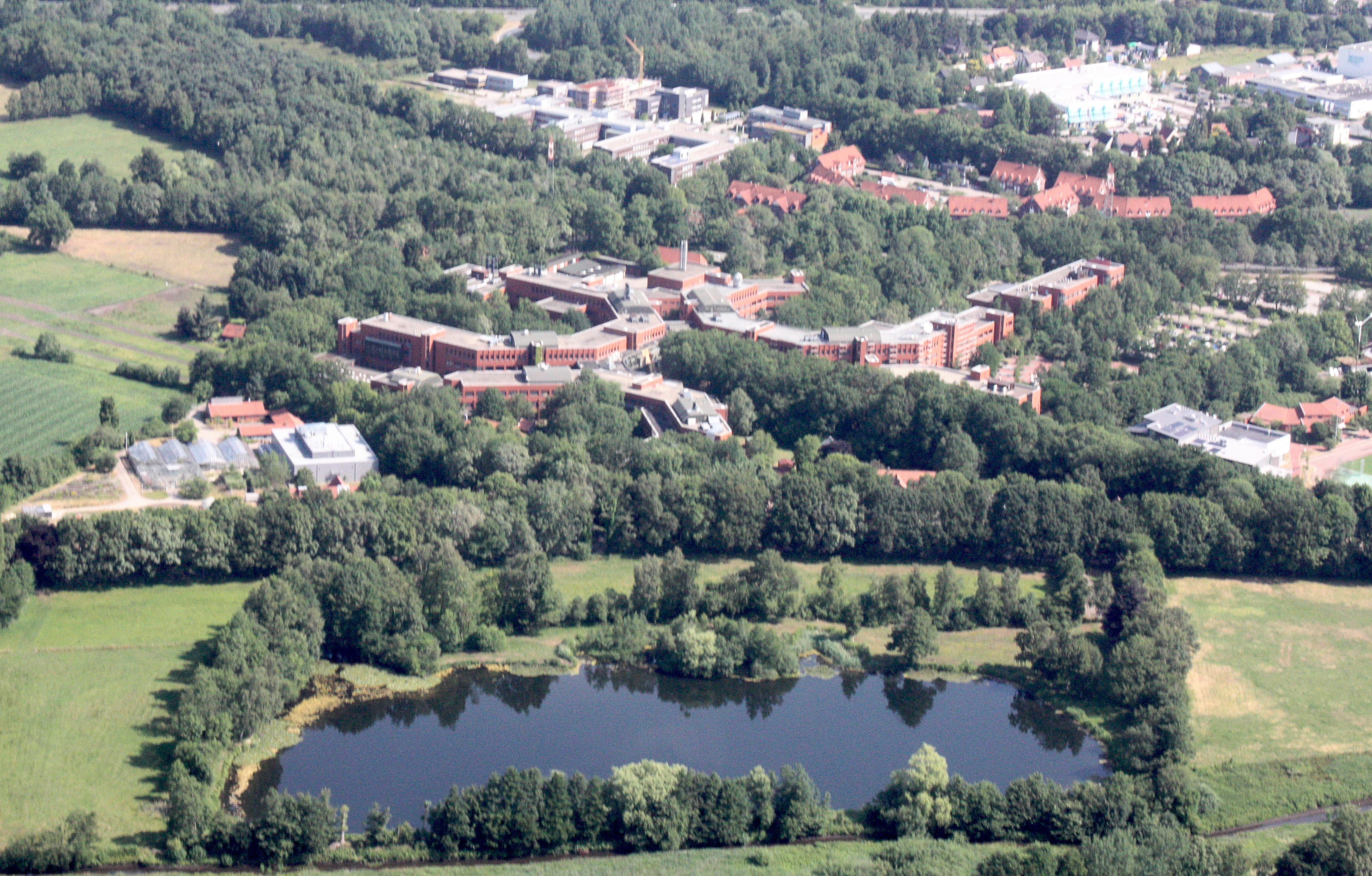
Drögen-Hasen-Teich im NSG; nördlich davon der Campus Wechloy der Universität Oldenburg
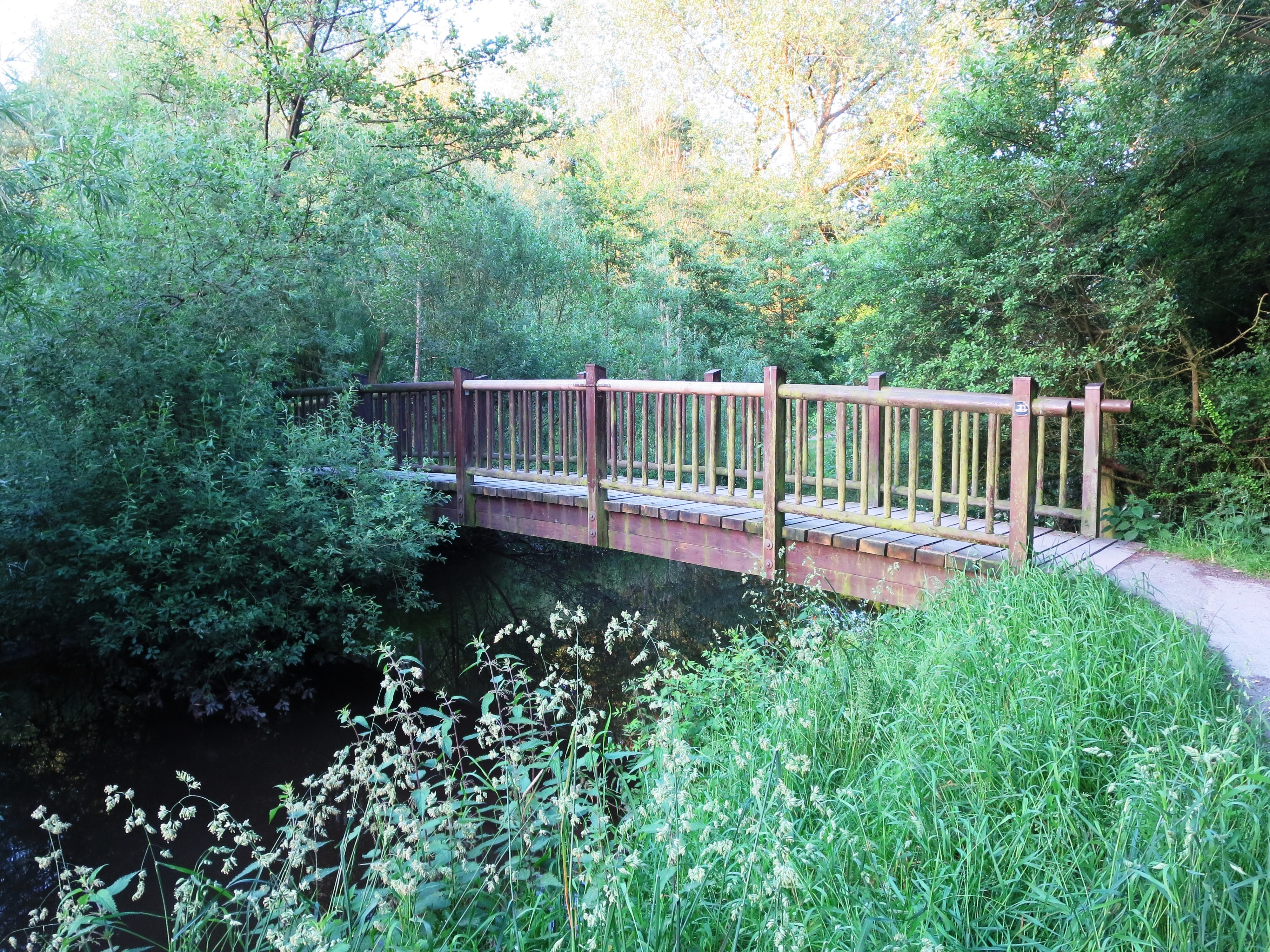
Fußgängerbrücke über die Haaren

Das Naturschutzgebiet ist Lebensraum zahlreicher Pflanzen und Tiere. Feucht- und Nasswiesen beherbergen u. a. Sumpfdotterblume, Breitblättriges Knabenkraut, Übersehenes Knabenkraut, Straußblütigen Gilbweiderich, Großen Klappertopf, Gelbe Wiesenraute, Röhrigen Wasserfenchel, Wassergreiskraut, Sumpfplatterbse, Fieberklee, Hirsesegge, Fadenbinse und stellenweise auch Nadelsumpfbinse. Großseggenriede werden von Schlanksegge, Sumpfsegge und Zweizeiliger Segge gebildet. Daneben sind Schilf-, Rohrglanzgras- und Wasserschwaden-Röhrichte ausgebildet. Hochstaudenfluren werden z. B. von Echtem Mädesüß, Blutweiderich, Gewöhnlichem Gilbweiderich, Gelber Wiesenraute, Zottigem Weidenröschen, Waldengelwurz, Echter Zaunwinde, Wassergreiskraut, Echtem Beinwell, Echtem Baldrian und Sumpfziest gebildet. Das Gebiet beherbergt auch den gefährdeten Sumpffarn. Im Gebiet sind u. a. Wasserralle, Teichhuhn, Eisvogel, Feldsperling, Gartenrotschwanz, Grauschnäpper, Grün- und Kleinspecht heimisch. Schilfröhrichte sind Lebensraum für Teichrohrsänger, Rohrammer und Feldschwirl. Weiterhin sind im Gebiet Heuschrecken wie Sumpfschrecke und Säbeldornschrecke und Libellen wie Gebänderte Prachtlibelle, Fledermausazurjungfer, Gefleckte Heidelibelle und Kleines Granatauge heimisch. Das Gebiet ist auch Lebensraum verschiedener Amphibien, darunter der Seefrosch. Haaren und Haarenniederung sind Jagdhabitat der Fledermausarten Breitflügelfledermaus, Wasserfledermaus, Großer Abendsegler, Rauhautfledermaus und Zwergfledermaus.
In der Haaren siedelt flutende Wasservegetation u. a. aus Kammlaichkraut, Wasserstern und Gelber Teichrose. Die Haaren beherbergt Flussbarsch, Kaulbarsch, Gründling, Rotauge, Dreistachligen Stichling, Steinbeißer, Aland, Brasse, vereinzelt auch Aal, Hecht, Hasel, Güster, Quappe, Rotfeder und Bitterling sowie die Muschalarten Erbsen- und Malermuschel.
Der in der Haarenniederung liegende Drögen-Hasen-Teich ist in das Naturschutzgebiet einbezogen. Der naturnahe Teich wird als Angelgewässer genutzt. Er ist von Gehölzen umgeben. Der Teich verfügt über Wasser- und Schwimmblattvegetation. Im Uferbereich sind Verlandungszonen mit Röhrichten ausgebildet.
Im Westen grenzt das Naturschutzgebiet an die Kreisstraße 137, im Osten an den Campus Uhlhornsweg der Universität Oldenburg. Im Norden und Süden grenzt es an bebaute Grundstücke in der Stadt Oldenburg bzw. an Bereiche des Landschaftsschutzgebietes „Haarenniederung“. Das Naturschutzgebiet wird von zwei Straßen zwischen den Oldenburger Stadtteilen Bloherfelde und Wechloy gequert.
Das Gebiet dient auch der Naherholung. Im Süden verläuft ein Wanderweg.